# Leitra
 (novembre 2023).

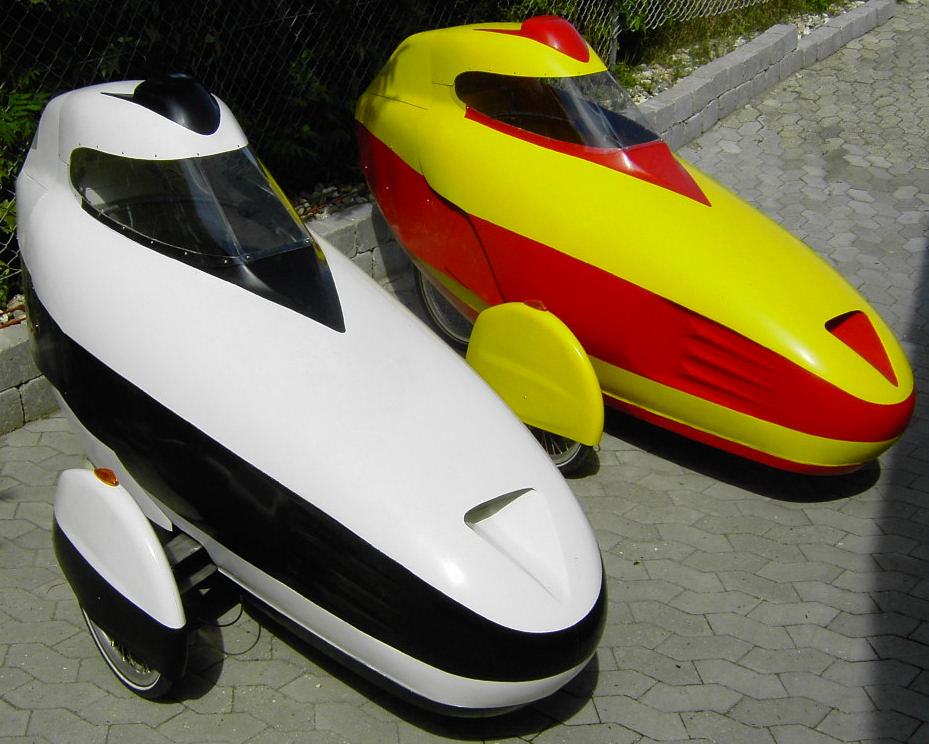
Un modèle Leitra

Le nom commercial Leitra signifie : Light Environmental Individual Transportation (transport léger individuel environnemental). Le Leitra est un tricycle couché caréné : un vélomobile.
Historiquement, le Leitra est le premier vélomobile mis sur le marché dès le début des années 1980.[réf. souhaitée] Il a été conçu et développé par Carl G Rasmussen au Danemark.
Modèle fermé, maniable, il a été vendu à plusieurs centaines d’exemplaires. 
Le Leitra est destiné à une utilisation régulière comme véhicule de déplacement quotidien, ce n'est pas une vélomobile de loisir ou sportif mais bien un véhicule pour le cyclisme urbain non motorisé. Le parti-pris esthétique peut surprendre mais il a surtout visé à satisfaire des choix techniques de facilité d'utilisation au quotidien. 
Les points importants pour cet usage quotidien, en particulier en milieu urbain :
- forte garde au sol
- très court rayon de braquage
- on en rentre et sort facilement
- grand coffre très pratique

## Évolutions
Une version modernisée est réalisée en Autriche par Bike Revolution / Steintrike sous le nom de Leitra avancé. Elle se différencie surtout par son empattement plus long qui lui donne une allure un peu élancée et une meilleure stabilité à grande vitesse.
Bike Revolution / Steintrike réalisent un autre vélomobile sur la base d'une carrosserie de Leitra : le Thunderstorm.

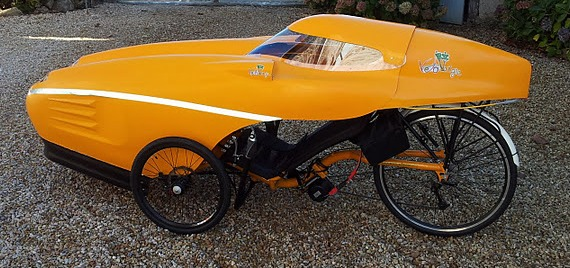
Wildcat fabriqué en France.

Carl G Rasmussen a développé un carénage adaptable sur de nombreux trikes, le Wildcat. En France, Vélovergne le fabrique sous licence.